# Abd-Al·lah ibn Alí (màhdida)
Abd-Al·lah ibn Alí fou un emir màhdida que va governar breument Zabid en 1164. Era fill del fundador de la dinastia Alí ibn Mahdí i el seu govern fou a l'inici del govern d'Abd-an-Nabí ibn al-Mahdí. Probablement aquest personatge va atacar Zabid en 1175, essent rebutjat pels aiúbides.